# Herochroma elaearia
Herochroma elaearia är en fjärilsart som beskrevs av George Francis Hampson 1932. Herochroma elaearia ingår i släktet Herochroma och familjen mätare. Inga underarter finns listade i Catalogue of Life.